# Bupleurum kosopolianskyi
Bupleurum kosopolianskyi là một loài thực vật có hoa trong họ Hoa tán. Loài này được Grossh. mô tả khoa học đầu tiên năm 1920.